# Latham 47
Latham 47 là một loại tàu bay 2 động cơ của Pháp, do hãng Société Latham & Cié thiết kế chế tạo cho Hải quân Pháp.

## Biến thể
Type 47.01
Type 47.02
Type 47
Type 47P

## Quốc gia sử dụng
Pháp
- Hải quân Pháp

## Tính năng kỹ chiến thuật (Type 47)
Dữ liệu lấy từ The Illustrated Encyclopedia of Aircraft (Part Work 1982-1985). Orbis Publishing. ngày 1 tháng 1 năm 1988. tr. 2296–7.
Đặc điểm tổng quát
- Kíp lái: 4
- Sải cánh: 25.20 m (82 ft 8 in)
- Trọng lượng có tải: 6886 kg (15.180 lb)
- Powerplant: 2 × Farman 12We, 373 kW (500 hp) mỗi chiêc

Hiệu suất bay
- Vận tốc cực đại: 170 km/h (106 mph)
- Tầm bay: 900 km (559 dặm)

Vũ khí trang bị
- 2 x súng máy 7,7 mm (0.303 in)
- 600kg (1323lb) bom